# Маньє (Ен)
Маньє́ (фр. Magnieu) — муніципалітет у Франції, у регіоні Овернь-Рона-Альпи, департамент Ен.  Населення — 655 осіб (01.01.2021).
Муніципалітет розташований на відстані близько 430 км на південний схід від Парижа, 70 км на схід від Ліона, 65 км на південний схід від Бург-ан-Бресса.

## Історія
До 2015 року муніципалітет перебував у складі регіону Рона-Альпи. Від 1 січня 2016 року належить до нового об'єднаного регіону Овернь-Рона-Альпи.
1 січня 2019 року до Маньє приєднали колишній муніципалітет Сен-Шам-Шатоно.

## Демографія
Динаміка населення (Cassini ):
Розподіл населення за віком та статтю (2006):
| Стать | Всього | До 15 років | 15-24 | 25-44 | 45-64 | 65-85 | Понад 85 |
| --- | ------ | ----------- | ----- | ----- | ----- | ----- | -------- |
| Чоловіки | 200    | 53          | 20    | 66    | 37    | 24    | 0        |
| Жінки | 199    | 44          | 16    | 70    | 37    | 32    | 0        |
| \| Статево-вікова піраміда \| Статево-вікова піраміда \| Статево-вікова піраміда \| \| ----------------------- \| ----------------------- \| ----------------------- \| \| Чоловіки \| Вік \| Жінки \| \| 0 \| 85 + \| 0 \| \| 8 \| 80-84 \| 8 \| \| 4 \| 75-79 \| 12 \| \| 4 \| 70-74 \| 8 \| \| 8 \| 65-69 \| 4 \| \| 0 \| 60-64 \| 4 \| \| 12 \| 55-59 \| 12 \| \| 4 \| 50-54 \| 21 \| \| 21 \| 45-49 \| 0 \| \| 8 \| 40-44 \| 16 \| \| 25 \| 35-39 \| 29 \| \| 21 \| 30-34 \| 21 \| \| 12 \| 25-29 \| 4 \| \| 8 \| 20-24 \| 0 \| \| 12 \| 15-20 \| 16 \| \| 8 \| 10-14 \| 12 \| \| 33 \| 5-9 \| 16 \| \| 12 \| 0-4 \| 16 \| |        |             |       |       |       |       |          |
| Статево-вікова піраміда |        |             |       |       |       |       |          |
| Чоловіки | Вік    | Жінки       |       |       |       |       |          |
| 0 | 85 +   | 0           |       |       |       |       |          |
| 8 | 80-84  | 8           |       |       |       |       |          |
| 4 | 75-79  | 12          |       |       |       |       |          |
| 4 | 70-74  | 8           |       |       |       |       |          |
| 8 | 65-69  | 4           |       |       |       |       |          |
| 0 | 60-64  | 4           |       |       |       |       |          |
| 12 | 55-59  | 12          |       |       |       |       |          |
| 4 | 50-54  | 21          |       |       |       |       |          |
| 21 | 45-49  | 0           |       |       |       |       |          |
| 8 | 40-44  | 16          |       |       |       |       |          |
| 25 | 35-39  | 29          |       |       |       |       |          |
| 21 | 30-34  | 21          |       |       |       |       |          |
| 12 | 25-29  | 4           |       |       |       |       |          |
| 8 | 20-24  | 0           |       |       |       |       |          |
| 12 | 15-20  | 16          |       |       |       |       |          |
| 8 | 10-14  | 12          |       |       |       |       |          |
| 33 | 5-9    | 16          |       |       |       |       |          |
| 12 | 0-4    | 16          |       |       |       |       |          |

## Економіка
2010 року серед 270 осіб працездатного віку (15—64 років) 221 була активною, 49 — неактивними (показник активності 81,9%, у 1999 році було 74,2%). З 221 активної мешканців працювали 202 особи (113 чоловіків та 89 жінок), безробітними було 19 (8 чоловіків та 11 жінок). Серед 49 неактивних 9 осіб було учнями чи студентами, 28 — пенсіонерами, 12 були неактивними з інших причин.

У 2010 році в муніципалітеті числилось 184 оподатковані домогосподарства, у яких проживали 440,0 особи, медіана доходів виносила 20 021 євро на одного особоспоживача